# Alyzia
Alyzia  este un oraș în Grecia în prefectura Aetolia-Acarnania.